# ...Și la sfârșit a mai rămas coșmarul
...Și la sfârșit a mai rămas coșmarul (2010) este un roman gotic al scriitorului român Oliviu Crâznic. Pentru realizarea acestui volum de debut, autorul s-a documentat din cronici medievale. Cartea a fost recompensată cu premiile Visul, Galileo și ProLiteratura.

## Intriga
Nobilul decăzut Arthur de Seragens este invitat la nunta marchizei Josephine de Lauras, care urmează a avea loc în Castelul Ultimelor Turnuri, moștenirea cu renume sinistru primită de la unchiul ei. Ajuns acolo, Arthur îl întâlnește pe vechiul său prieten, vicontele de Vincennes. Unii dintre oaspeți au o reputație dubioasă. Giulianna Sellini este o femeie cu moravuri ușoare, înclinată spre magie. Huguet de Castlenove este un prieten din copilărie al marchizei și fost preot, acum devenit un spadasin redutabil. Ducele de Chalais este stăpânul ținutului, iar cruzimea și violența sa sunt celebre. Iar Albert de Guy este unul dintre cei mai temuți inchizitori. Însă Arthur are ocazia să cunoască și o persoană deosebită, de care se îndrăgostește la prima vedere: Adrianna de Valois, fiica șefului Poliției locale.
În ajunul nunții, câțiva dintre servitori se îmbolnăvesc subit. Aparent au contactat o boală - bănuită a fi ciuma. Dar musafirii care au avut ocazia să întâlnească magia neagră disting semne ale prezenței unor entități malefice. Primul care găsește o pistă este baronul german Von Walter, singurul invitat din partea mirelui. El îi avertizează pe Arthur și Vincennes despre pericol, dar dispare înainte de a le da detalii. Câteva nopți mai târziu, când revine la cei doi sub forma unui cadavru însetat de sânge, confirmă bănuielile tuturor: castelul se află sub puterea Răului. Albert de Guy preia frâiele anchetei, secondat de ducele de Chalais. Bănuielile planează, pe rând, când asupra unora dintre servitori, când asupra oaspeților al căror trecut nu prezintă reperele morale necesare. Împrejurul castelului sunt văzute siluete diforme care merg în poziție bipedă, iar pe sol sun descoperite urme ale unor picioare gigantice, înzestrate cu gheare.
Ancheta conduce în cele din urmă spre Huguet de Castlenove, care se dovedește a fi un vârcolac. Uciderea lui și a amantei sale pare să readucă liniștea, dar este doar o nouă iluzie din partea forțelor malefice. Musafirii rămân blocați într-unul dintre turnurile castelului, unde sunt obligați să lupte cu morții resuscitați. Arthur face tot posibilul să-și protejeze iubita, pe Adrianna. Liderul bănuit se schimbă de la o clipă la alta și duce la executarea Giuliannei Sellini, apoi a marchizei de Lauras. În sfârșit, după arderea pe rug a celei din urmă, anchetatorii reușesc să pună lucrurile cap la cap și să-și dea seama cine este adevăratul conducător al Răului: Max Schwartz, soțul marchizei. Acesta reușește să ia în posesie alți acoliți, printre care se numără și Adrianna. Însă puritatea sufletului fetei o ajută să se opună controlului și să-l ucidă pe Schwartz. Apoi își ia singură viața, pentru ca Răul să nu poată crește în ea până la a o aduce să-i rănească pe cei dragi.
Devastat de durere, Arthur se retrage pe proprietatea lui. Acolo se gândește mereu la iubita pierdută și stă mereu în alertă în fața forțelor răului, despre care știe că se pot întoarce oricând.

### Cuprins
| Partea I. Nunta marchizei de Lauras - Capitolul 1. Invitația - Capitolul 2. Nuit-aux-Bois. Călătoria - Capitolul 3. Vincennes - Capitolul 4. Castelul Ultimelor Turnuri - Capitolul 5. Mirii (partea I) - Capitolul 6. Oaspeții (partea a II-a) - Capitolul 7. Vicontesa de Valois - Capitolul 8. Invitatul mirelui - Capitolul 9. Schimb de idei - Capitolul 10. Două informații - Capitolul 11. Un accident - Capitolul 12. Trei caractere - Capitolul 13. Trei caractere (partea a II-a) - Capitolul 14. Nunta - Capitolul 15. Prima victimă Partea a II-a. Copiii ciumei - Capitolul 16. Infecție - Capitolul 17. Boală - Capitolul 18. Epidemie - Capitolul 19. Umbrele adevărului - Capitolul 20. Umbrele adevărului (partea a II-a) | - Capitolul 21. Umbrele adevărului (partea a III-a) - Capitolul 22. Von Walter - Capitolul 23. O odisee în groază - Capitolul 24. Sub control - Capitolul 25. Interludiu - Capitolul 26. Un musafir la ușă - Capitolul 27. Giulianna Sellini - Capitolul 28. Von Walter, iarăși - Capitolul 29. Reuniune - Capitolul 30. Reuniune (partea a II-a) Partea a III-a. Slujitorii Lunii Pline - Capitolul 31. În Numele Domnului - Capitolul 32. O cină cu mireasa nopții - Capitolul 33. Ceea ce mai iese la iveală - Capitolul 34. Arthur - Capitolul 35. Arthur (partea a II-a) - Capitolul 36. Amanta misterioasă - Capitolul 37. Huguet de Castlenove - Capitolul 38. În morminte - Capitolul 39. Omul cu pentagrama - Capitolul 40. În lumina Lunii - Capitolul 41. Un drum în pădure | Partea a IV-a. Crucea și rugul - Capitolul 42. Sub zăvor - Capitolul 43. Coborârea - Capitolul 44. Cavalerii groazei - Capitolul 45. Cavalerii groazei (partea a II-a) - Capitolul 46. Ispășire - Capitolul 47. Josephine de Lauras (partea I) - Capitolul 48. Inchizitorul (partea a II-a) - Capitolul 49. Sub ciocan - Capitolul 50. Când peste tot se lasă umbra Partea a V-a. Un milion de iaduri - Capitolul 51. Când Dumnezeu lipsește - Capitolul 52. Sfârșitul Binelui Partea a VI-a. Max Schwartz - Capitolul 53. Scrisoarea lui Armand - Capitolul 54. Povestea contelui de Marenne - Capitolul 55. Povestea contelui de Marenne (partea a II-a) - Capitolul 56. Povestea contelui de Marenne (partea a III-a) - Capitolul 57. Cărarea neagră O saga în negru (Postfață) Anexă ...Și la sfârșit au mai rămas întrebările |

## Personaje
- Arthur de Seragens - nobil scăpătat financiar, rămas singur în urma despărțirii de Juliette, care trăiește retras pe domeniile sale și păstrează contactul cu puțini prieteni
- Vicontele de Vincennes - prieten al lui Arthur, versat în intrigile de salon, logician și vânător iscusit
- Josephine de Lauras - marchiză cu o reputație destul de îndoielnică, care primește moștenire Castelul Ultimelor Turnuri
- Maximillien Max Schwartz - conte austriac care devine soțul marchizei de Lauras
- Von Walter - baron german care, în călătoriile sale, a avut ocazia să întâlnească multe manifestări ale forțelor malefice
- Giulianna Sellini - contesă italiană frumoasă și imorală, practicantă a magiei, despre care se spune că i-ar fi sedus simultan de Dumnezeu și pe Diavol
- Huguet de Castlenove - fost preot, care a renunțat la sutană pentru o amantă misterioasă și a devenit un spadasin periculos, prieten din copilărie al marchizei de Lauras
- Eduard de Chalais - duce tânăr și frumos, incapabil de a-și stăpâni pornirile violente
- Albert de Guy - inchizitor renumit, care conduce ancheta în Castelul Ultimelor Turnuri
- Adrianna de Valois - frumoasa fiică a șefului Poliției, de care se îndrăgostește Arthur
- Thaddeus Beaummont - preot pătruns de vederile religioase, care este convins că diavolul este o prezență reală
- Guillaume Perrigord - medic de nivel mediu, arogant și convins de superioritatea științei
- Monique - protejată a marchizei de Lauras și bună prietenă cu Adrianna
- François Abel - preot care-l secondează pe Albert de Guy
- Contele de Valois-Lacross - șeful Poliției, tatăl Adriannei
- Armand de Courtray - prieten din copilărie al lui Arthur

## Opinii critice
Considerat primul roman gotic românesc de la Golia (1933) lui Ionel Teodoreanu, ...Și la sfârșit a mai rămas coșmarul a fost asemănat cu proza fantastică a lui Edgar Allan Poe. Be Where the City Is! consideră că romanul prezintă „un decupaj cinematografic și un suspans bine strunit”, lucru susținut și de George Sauciuc care observă că „are o acțiune bine închegată, ecranizabilă și ușor de citit. [...] personaje conturate și cu personalitate”, reprezentând „un exercițiu de imaginație lăudabil”. Cititorul de cărți.ro apreciază firul narativ „aflat la granița dintre «palpitant» și «cu sufletul la gură», cu personaje complementare bine construite”, fiind de părere că volumul „se poate situa cu ușurință în cele mai pretențioase clasamente cu cărți horror”.
Scriitorul și criticul Mircea Opriță alocă un spațiu amplu discuției pe tema apartenenței goticului la science fiction și laudă romanul pentru faptul că este „condus cu mână sigură prin hățișul unor situații macabre și, totodată, prin misterul cultivat cu program de literatura gotică”. Ștefan Bolea merge mai departe și analizează opera prin perspectiva muzicii gothic metal, concluzionând: „Cele trei teme pe care cititorul le găsește în acest roman (uniunea dintre iubire și a moarte, preeminența răului, estetica urâtului) au mai fost explorate nu doar în muzică, dar și în poezia romantică și simbolistă; mai mult, filozofia existențialistă și chiar filmele horror contemporane au tratat astfel de teme.”
Romanul a fost recompensat cu premiul Visul (2010) pentru "Cel mai bun roman publicat în 2009-2010", premiul Galileo (2011) pentru "Cel mai bun volum SF&Fantasy publicat în 2010" și premiul ProLiteratura (2011) pentru "Cel mai interesant roman", fiind nominalizat la premiile Vladimir Colin (2014), secțiunea "Texte de frontieră".